# Reijo Frank
Reijo Vilhelm Frank, né le 8 juillet 1931 à Helsinki et mort le 17 mars 2017 dans cette même ville,, est un chanteur finlandais connu notamment pour ses interprétations de chansons ouvrières et socialistes et qui s'est également illustré dans la chanson folklorique.
La plus connue des interprétations de Frank est probablement celle qu'il donne de la chanson pacifiste Veli, sisko, écrite par la poète Elsa Rautee après la guerre d'Espagne.
Frank a travaillé pendant 40 ans à l'atelier d'usinage Pleuna de la ville d'Helsinki, où il était installateur.
En 1982, Frank reçoit le premier prix de la culture ouvrière de la Fondation pour l'éducation du peuple et, en 2008, Reijo Frank et la présidente Tarja Halonen se voient décerner la médaille d'Ekenäs de la Fondation Éducation du peuple.

## Discographie
- Talonpoikaisarmeijan lauluja (muiden kanssa, 1970, Finnlevy)
- Työväen lauluja (muiden kanssa, 1970, Finnlevy)
- Työväen lauluja 2 (muiden kanssa, 1970, Finnlevy)
- Rauha ystävyys solidaarisuus (muiden kanssa, 1973, Love Records)
- Toveruudella (1974, Love Records)
- Muistathan (1976, Love Records)
- Monella menee hyvin (1977, Love Records)
- Veli, sisko (kokoelma, 1994, Love Records)